# Hiperrealizm

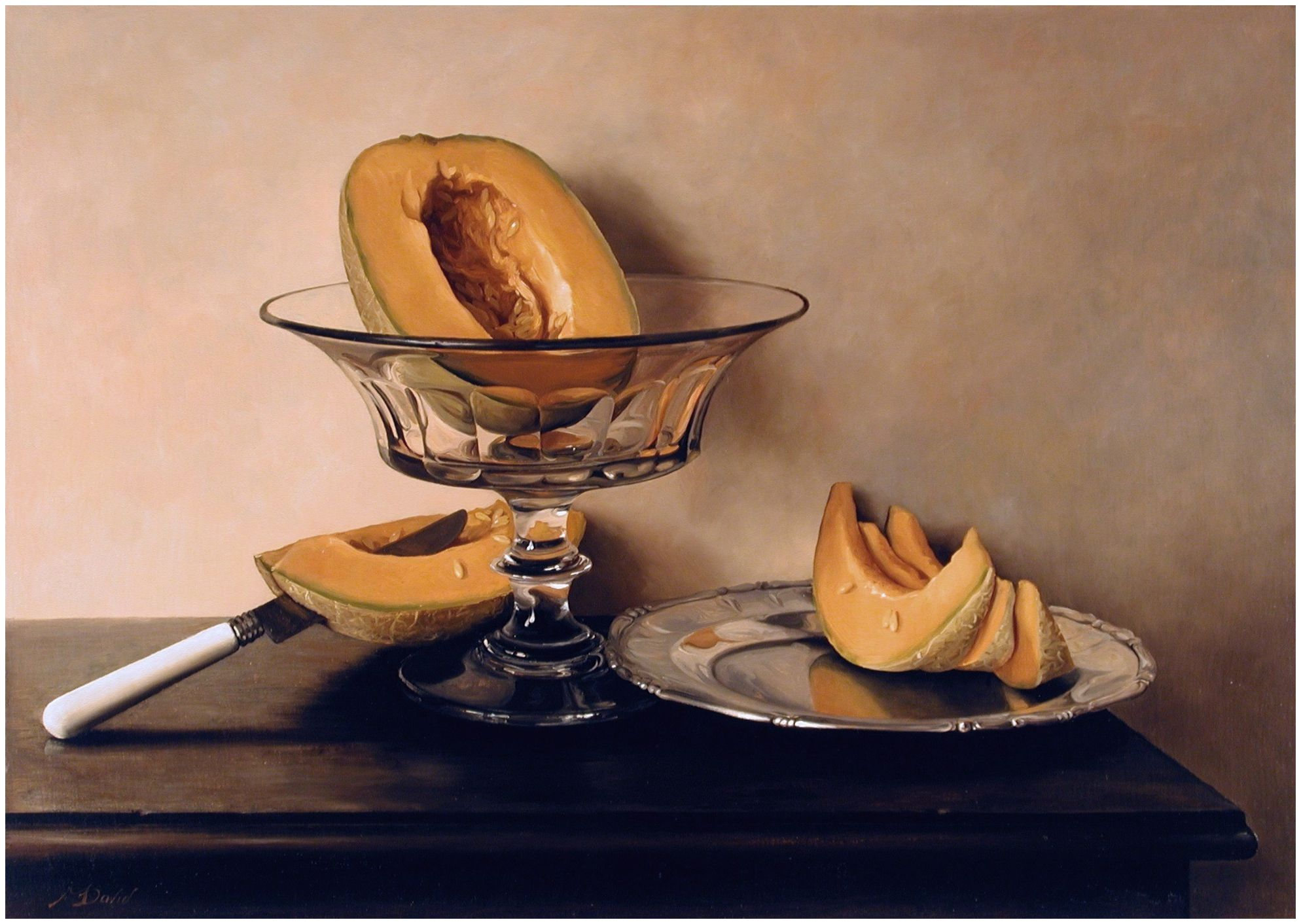
Fruttiera di cristallo con meloni (1999), Mauro David (1949–2007)

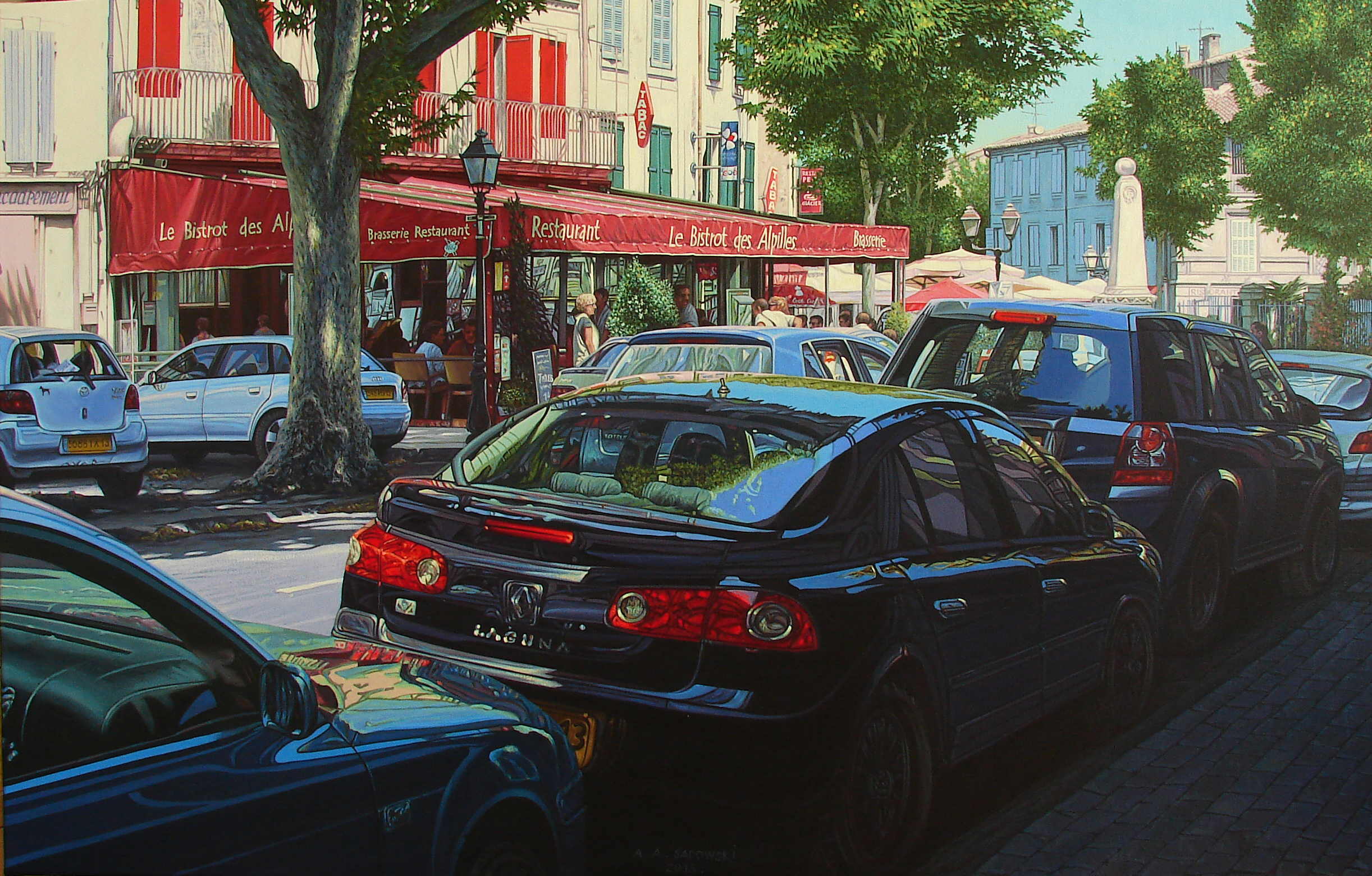
St.Remy de Provance (2013), Andrzej Adam Sadowski (1946-2016)

Hiperrealizm, superrealizm lub fotorealizm – kierunek w malarstwie XX wieku, którego celem jest przedstawianie rzeczywistości z jak największą precyzją. Termin ten po raz pierwszy zastosował Daniel Abadie w odniesieniu do twórców amerykańskich odtwarzających na płótnach fotografię.
Nurt ten zrodził się około 1965 roku w Stanach Zjednoczonych. Momentem triumfu hiperrealistów była wystawa sztuki documenta w Kassel w Niemczech (1972). Wśród wystawianych tam prac fotorealizm cieszył się największym zainteresowaniem. Po kilku latach zainteresowanie tym kierunkiem osłabło.
Malarze fotorealistyczni, korzystając z założeń pop-artu, gloryfikują nieprzekłamaną rzeczywistość. Tematami malarskimi stają się wystawy sklepowe, samochody lub ich fragmenty, zdjęcia paszportowe itp. Wielu artystów rzutuje z pomocą epidiaskopu wykonane przez siebie fotografie na płótno, i maluje stricte według wyświetlanego zdjęcia. Do tego typu celów niezbędne jest absolutne mistrzostwo techniczne, choć z drugiej strony hiperrealiści byli oskarżani o wykonywanie „mechanicznej pracy” i odtwórczość.
Hiperrealizm wiąże się z nazwiskiem Richarda Estesa, który w 1967 roku przedstawił światu Foodshop – namalowany przy pomocy maleńkich plam. Był to „uszczegółowiony neoimpresjonizm”, nawiązanie do doświadczeń Seurata i Signaca, którzy z taką samą precyzją budowali świat malarski z drobnych dotknięć pędzla. Hiperrealiści porzucili jednak fascynację kolorem na rzecz absolutnego oddania prawdy. W niedługim czasie wielu z artystów zrezygnowało z malarstwa olejnego na rzecz farb akrylowych, lepiej nadających się do wielokrotnego modelowania detali.
Często pojawiającym się u superrealistów motywem są samochody i motocykle. Don Eddy pod koniec lat 70. XX wieku pracował nad cyklem grafik przedstawiających karoserie i zderzaki samochodów. Podobne obrazy malował David Parrish. Te dzieła są już nie do odróżnienia od fotografii, twórcy pozostali nawet wierni fotografii w jednolitym rozmywaniu drugiego planu.
Trochę więcej indywidualizmu widać na obrazach Chucka Close, który przedstawia na swoich obrazach silnie powiększone czarno-białe zdjęcia paszportowe. Close eksperymentuje ze zdjęciami trochę jak Andy Warhol – dokonuje deformacji, rozmywa je i wielokrotnie je kopiuje, wciąż jednak w stylu hiperrealizmu.
Hiperrealizm jest kontrpropozycją dla minimal art, suprematyzmu i wszystkich kierunków w sztuce, które sprowadzają treść obrazu do absolutnego minimum, a od malarza nie wymagają praktycznie żadnych umiejętności technicznych. Jak jednak wszystkie zamysły artystyczne, których istotą jest sprzeciw, skończył się z przycichnięciem idei opozycyjnej. Obecnie obrazy hiperrealistyczne wciąż pojawiają się sporadycznie w galeriach, zwykle jednak nie jako cel, lecz jako środek do innego zamysłu artystycznego.
Hiperrealizm to przede wszystkim malarstwo, ale pojawiło się też kilka rzeźb w tym właśnie stylu. Do hiperrealizmu rzeźbiarskiego zalicza się m.in. Duane Hanson i Ron Mueck.
J. Ch. Amman, krytyk i teoretyk sztuki, wyróżnił 6 kryteriów hiperrealizmu:
1. prawie zawsze wzorem jest zdjęcie lub diapozytyw;
2. tradycyjną kompozycję zastępuje wybrany wzór fotograficzny przenoszony przez projekcję na powierzchnię obrazu;
3. specyficzne cechy indywidualnego warsztatu twórczego są całkowicie odrzucone;
4. przedstawiany przedmiot jest ukazany precyzyjnie i zgodnie ze wzorem;
5. tematy i motywy są czerpane z życia codziennego lub otoczenia artysty;
6. fotografia nie jest traktowana jako środek pomocniczy, ale jako świadomie wybrana sytuacja wyjściowa dla przedstawienia obrazu.

Polscy przedstawiciele hiperrealizmu to Włodzimierz Kamiński i  Andrzej Adam Sadowski.